# Bandiera degli aborigeni australiani
La bandiera degli aborigeni australiani è stata disegnata nel 1971 dall'artista di etnia luritja Harold Thomas come simbolo del movimento per il diritto alla terra degli aborigeni. Il 14 luglio 1995 è stata riconosciuta dal governo come "una bandiera dell'Australia".
La metà superiore nera rappresenta il colore scuro della pelle degli aborigeni australiani, la metà inferiore rossa la terra su cui camminano e il cerchio giallo al centro il sole.

## Storia
Fu esposta per la prima volta durante il giorno nazionale aborigeno ad Adelaide il 12 luglio 1971. Era stata già usata a Canberra nella tenda dell'ambasciata aborigena nel 1972. In precedenza durante l'anno furono usate altre versioni della bandiera, compresa una nera verde e rossa fatta dai sostenitori di Sydney. Cathy Freeman creò un'enorme polemica durante i Giochi del Commonwealth del 1994 sventolando la bandiera aborigena insieme alla bandiera australiana durante il suo giro d'onore dopo aver vinto i 400 metri piani. Normalmente viene così salutata solamente la bandiera nazionale.
La decisione di renderla bandiera nazionale fu presa dal primo ministro Paul Keating, ma l'opposizione liberale contestò la decisione e il 4 luglio 1995 John Howard rilascia una dichiarazione dove dichiara che ogni tentativo di renderla bandiera nazionale non era un tentativo di riconciliazione bensì di divisione. Tuttavia nel 1996 Howard ha assunto l'incarico di primo ministro e la bandiera è rimasta nazionale.
Nel 1997 la corte federale australiana dichiarò Harold Thomas detentore del copyright della bandiera.
Il 25 gennaio 2022 il primo ministro Scott Morrison ha annunciato che l'Australia ha acquistato i diritti d'autore del vessillo per permettere a chiunque di poterlo esporre liberamente e gratuitamente al pari della bandiera nazionale.
Con l'insediamento del governo guidato da Anthony Albanese nel maggio 2022, la bandiera ha iniziato a venire esposta nelle sedi istituzionali congiuntamente a quella australiana e a quella degli isolani dello Stretto di Torres.